# Abdelkader Ghezzal
Abdelkader Mohamed Ghezzal, född 5 december 1984, är en algerisk före detta fotbollsspelare (anfallare).
Han var med i Algeriets trupp vid VM i fotboll 2010.